# Тандберг, Эйвинд
Э́йвинд Та́ндберг (норв. Øivind Tandberg) — норвежский кёрлингист.
В составе мужской сборной Норвегии участник чемпионата мира 1968 (заняли пятое место).
Играл на позиции второго.

## Команды
| Сезон   | Четвёртый    | Третий         | Второй          | Первый           | Турниры           |
| ------- | ------------ | -------------- | --------------- | ---------------- | ----------------- |
| 1968—69 | Тур Андресен | Ларс Аскерсруд | Эйвинд Тандберг | Андерс Ландемоэн | ЧМ 1968 (5 место) |

(скипы выделены полужирным шрифтом)